# Florette e Patapon (film 1913)
Florette e Patapon è un film del 1913 diretto da Mario Caserini.

## Trama
Due soci, Florette e Patapon, intraprendono un viaggio d'affari. Florette lascia al fidato segretario Giuliano Barbet, innamorato della bella Clara presentatagli dai suoi affezionati datori di lavoro, il compito di controllare la moglie Enrichetta, che però si reca insieme a Bianca, moglie di Patapon, al Lido di Genova, dove quest'ultima trova nel bello e giovane Armando un'amante, mentre Giuliano cerca di riportare a casa Enrichetta che, corteggiata dai gentiluomini dell'albergo dove alloggiano, crea situazioni equivoche cercando di evitare scandali.
Durante il viaggio di ritorno Florette e Patapon perdono una coincidenza e si trovano ad alloggiare nello stesso albergo dove vengono a scoprire le avventure delle mogli.
Mentre un malore alletta Patapon, Florette si consola con la frivola Chechette, amante di un geloso capitano che li coglie sul fatto; Florette scappa senza riuscire a vestirsi ed indossa degli abiti da donna che trova fuggendo.
Per tutelare la riservatezza era stato usato il nome del buon Giuliano alla registrazione dell'hotel, ed alla luce dello scandalo il nome del povero segretario finisce nei pettegolezzi arrivando fino all'amata Clara. Florette si trova quindi costretto ad ammettere le sue colpe alla madre di Clara per non compromettere le nozze ed il nome di Giuliano.

## La censura
Il film fu uno dei primi ad essere oggetto di discussione da parte della commissione di censura appena istituita con la Legge 785 del 25 giugno 1913; riuscì ad ottenere il visto dopo aver tagliato una scena nella quale Bianca Patapon siede sulle ginocchia del suo amante Armando ed una nella quale Florette e Chechette sono abbracciati.